# Отекла плава нога
„Отекла плава нога” или „болни плави едем” (лат. рhlegmasia cerulea dolens) је стање слично отеклој белој нози, која настаје као последица нагло насталог акутног венског застоја проксималних дубоких вена (где нема услова за отварање колатерала). То је посебна врста дубоке венске тромбозе у којој се удружено јављају проксимална венска тромбоза и знаци артеријске исхемије због бруталног и масовног едема и успоравања протока артеријске крви.

## Алтернативни називи
Тромбозе дубоких вена — Флегмазија — „Отекла плава нога” — „Болни плави едем” — „Млечна нога”.
Назив флегмазија (рhlegmasia) потиче од грчке речи phlegma — и значи упалу. Коришћен је у медицинској литератури да означи везу са екстремним случајевима дубоке венске тромбозе доњих екстремитета (удова) који изазивају критичну исхемију удова због успореног проток артеријске крви и могући губитак екстремитета (уда) због гангрене.
Ово стање је такође познат и под називом „млечна нога”", због тога што се учесталије јавља код жена у трећем триместру трудноће или после порођаја у фази дојења.

## Историја
Болест је први пут описао Вилхелм Фабри, један од највећих немачких хирурга на прелазу из 16. у 17. век, с краја 16. века. а назив La phlebite bleue (phlegmasia caerulea dolens) је осмислио и први користио Грегоир 1938. године.

## Етиопатогенеза
Најчешће се јавља код малигнитета, па и код трудница у трећем триместру трудноће или на порођају.
Ово стање доводи до заустављања артеријског протока у нози (услед компресије едема на зид артерије), што води ка исхемији, цијанози, израженом едему и болу, када настаје.
"Отекла плава нога" може да се компликује венском гангреном ноге, коју треба разликовати од артеријске исхемије и гангрене код које је нога бледа и хладна, без израженог едема.

## Клиничка слика
Клинички, манифестује се нашиканим површинским венама и застојем у свим венама, што и даје плаву пребојеност доњем екстремитету (доњем уду).

## Дијагноза
Дијагноза венских тромбоза поставља се на основу симптома и знакова зависно од врсте тромбозе и њене локализације. Поред клиничких знакова, тромбоза се може дијагностиковати ултразвучним, сцинтиграфском, ангиографски и лабораторијским методама.
Лабораториски тестови
Лабораторијска дијагностика заснива се на специфичним имунским и функционалним тестовима којима се одређују најчешћи чиниоци тромбофилије и бројни молекулски обележивачи. Они представљају делове молекула или комплексе молекула, који настају као производ активирања тромбоцита, коагулације и фибринолизе.

## Диференцијална дијагноза
Значајни диференцијално дијагностички проблеми могу се јавити код болесника са хладном, плавом и натеченом ногом. Посебно када је смањен периферни крвни притисак, јако је тешко разликовати случајеве изазване венском тромбозом од оних изазваних артеријском емболијом. 
Колор-доплер ултрасонографија у таквим случајевима може бити јако користан, брз и неинвазиван начин за постављање тачне дијагнозе.

## Терапија
Флегмазија се лечи:
- Фибринолитичком (тромболитичком) терапијом (у индикованим стањима),
- Антикоагулантном терапијом (нефракционисани или нискомолекуларни хепарин),
- Хируршком терапијом (у одређеним случајевима).[3]

## Прогноза
Венска гангрена, као компликација „отекле плаве ноге” некада може довести и до ампутације екстремитета (доњег уда).